# Altpersische Religion

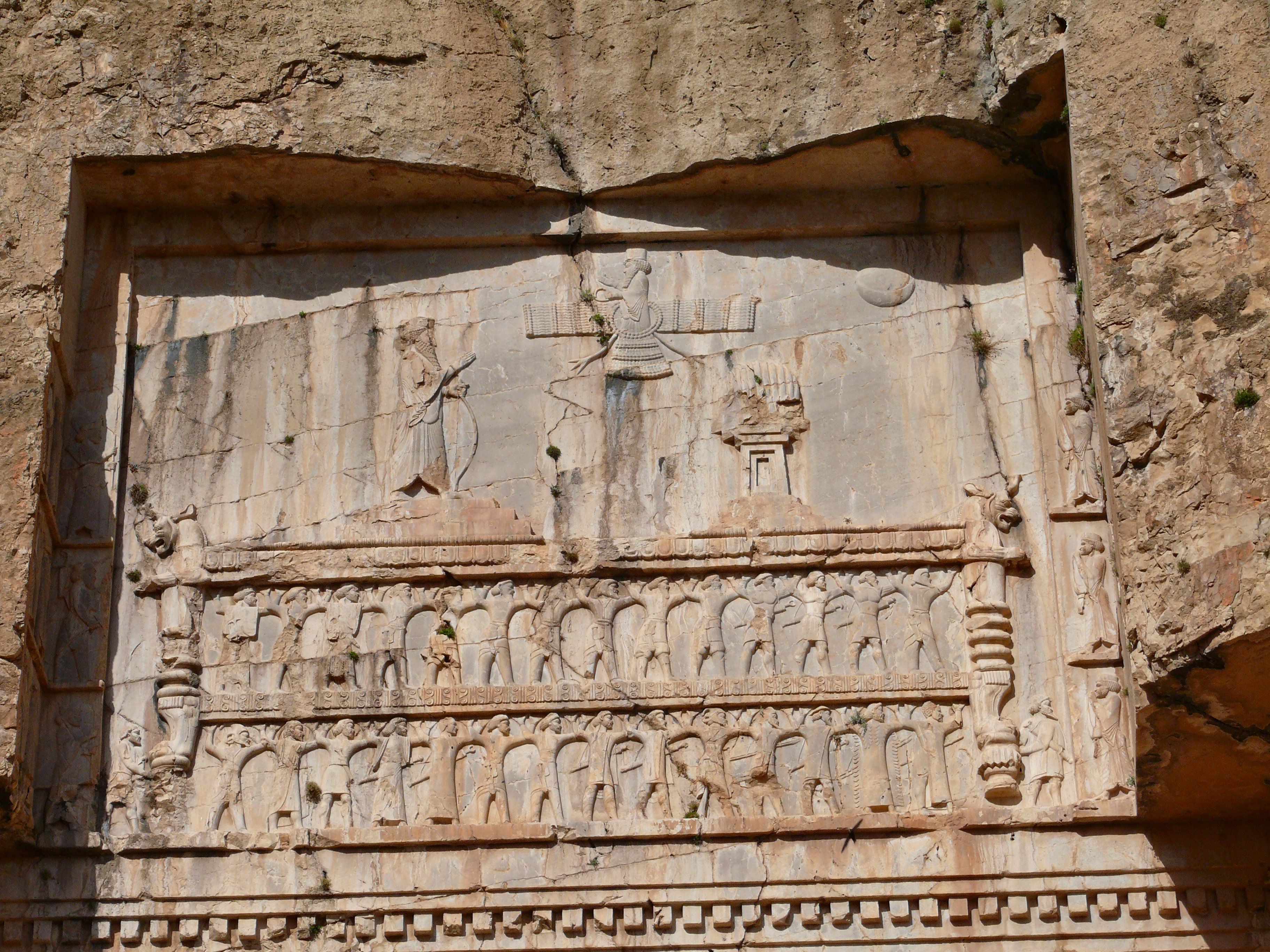
Relief des Felsengrabs von Xerxes I. in Naqsch-e Rostam mit der treppenförmigen Struktur und einem darin brennenden Feuer rechts und dem darüber schwebenden Geflügelten Symbol

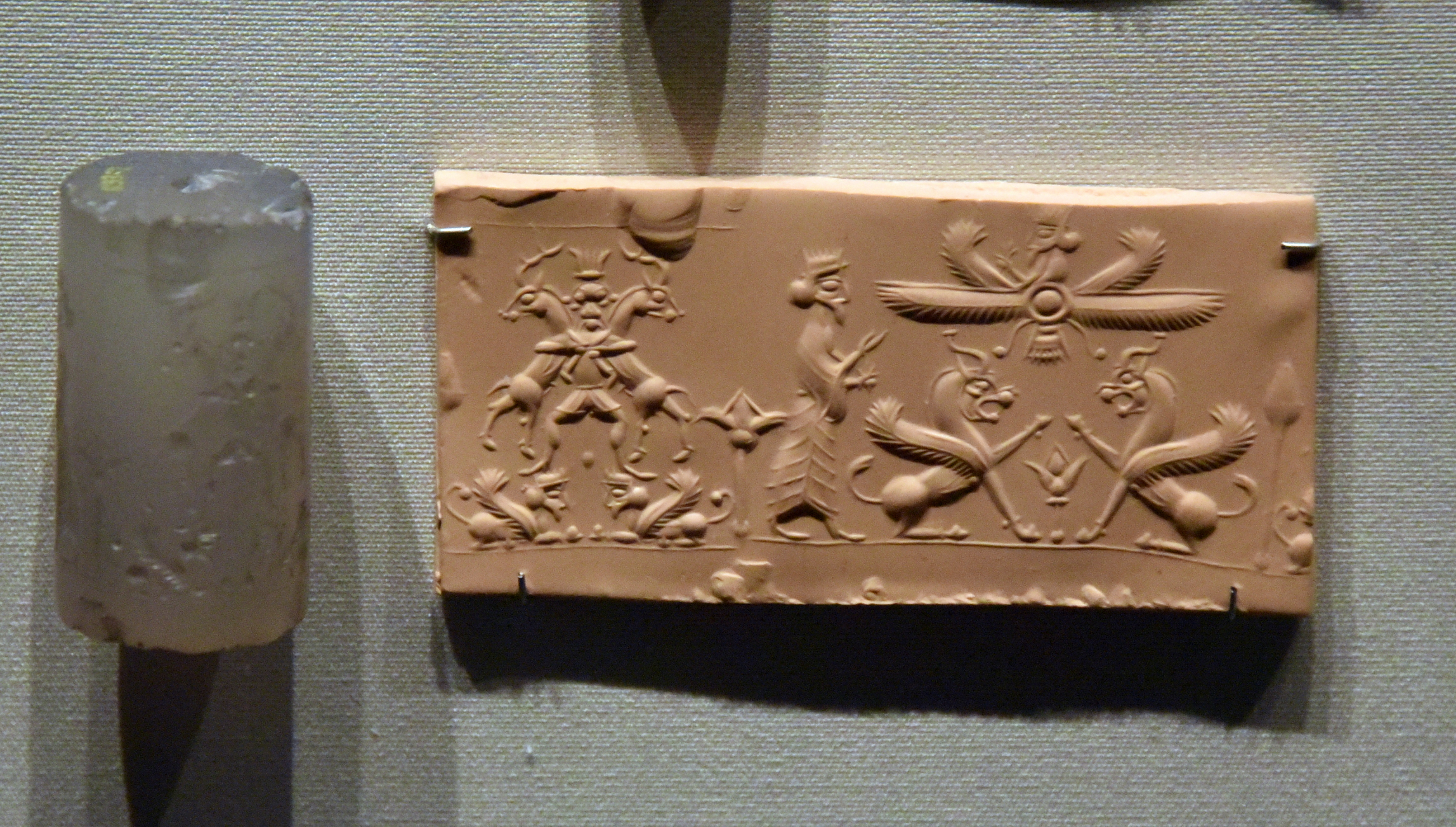
Das Übernatürliche und der ägyptische Gott Bes in der achämenidischen Gyptik, Fundort Hilla. British Museum Inventarnummer 89352

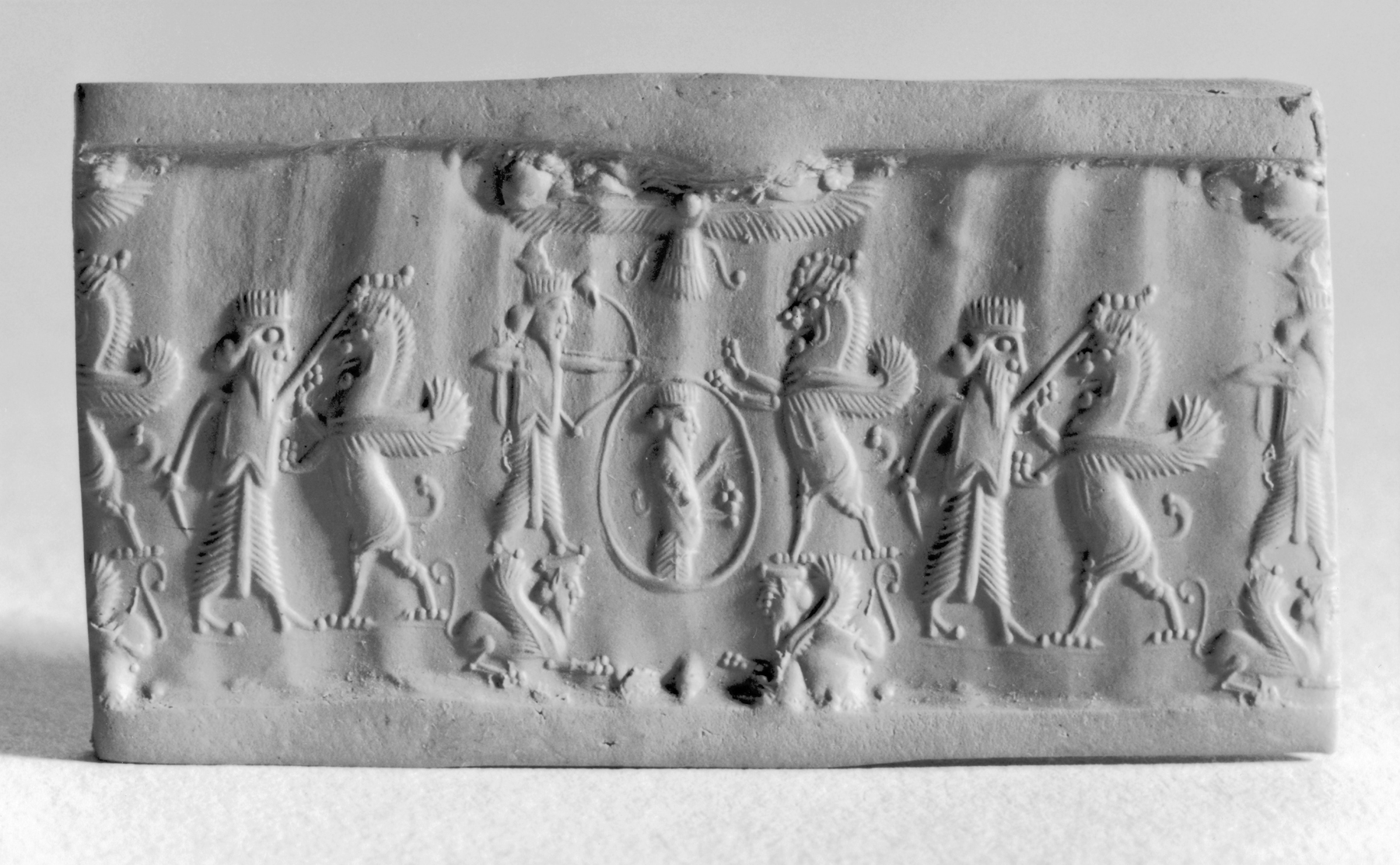
Der königliche Held im Kampf gegen einen Löwengreif (englisch heroic encounter), einer Gottheit im Nimbus in der Mitte und dem darüber schwebenden Geflügelten Symbol. Walters Art Museum 42 775

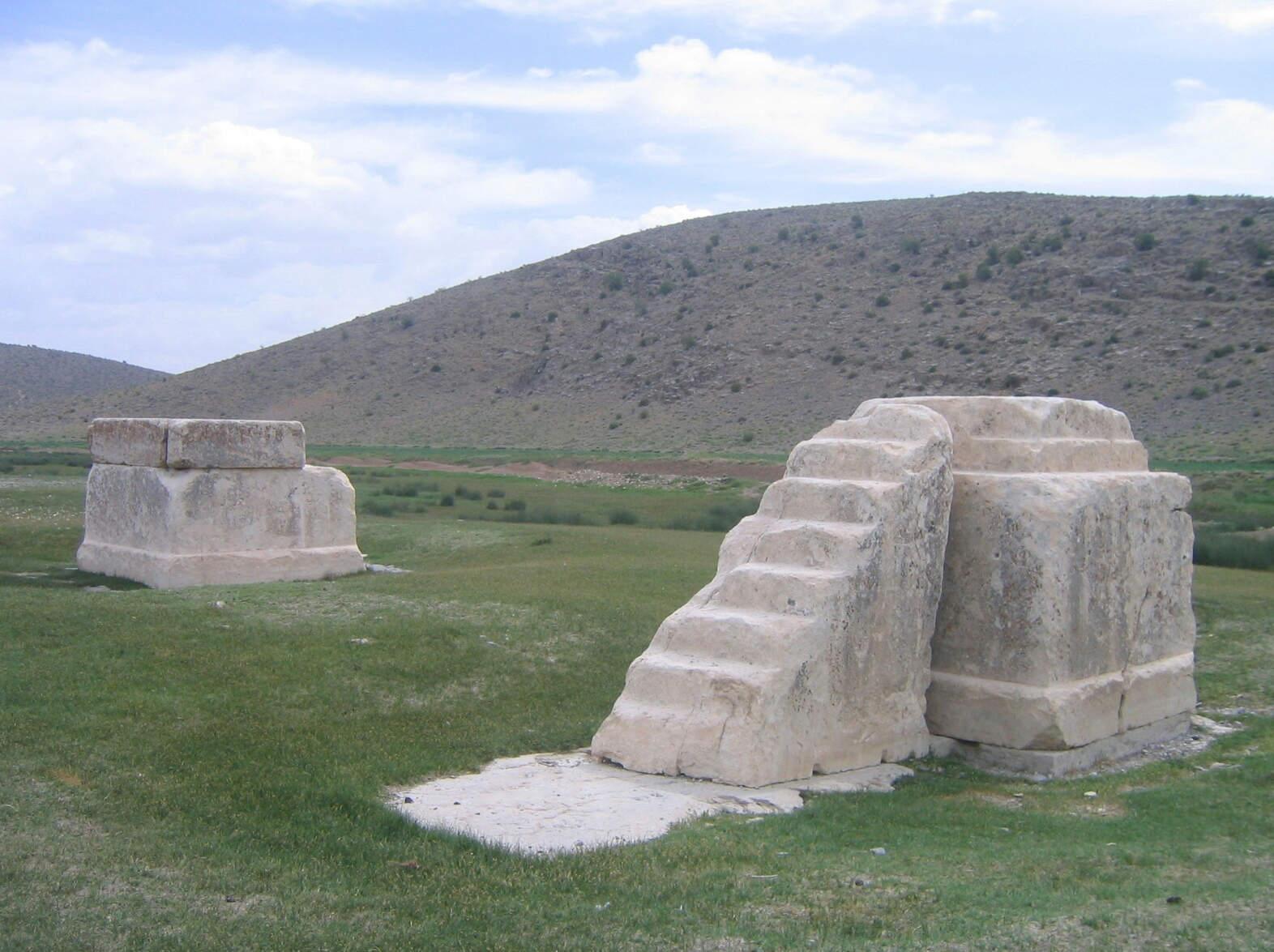
Der heilige Bezirk von Pasargadae hatte eine große rituelle und dynastische Bedeutung und ist eines der wenigen erhaltenen architektonischen Elemente der altpersischen Religion

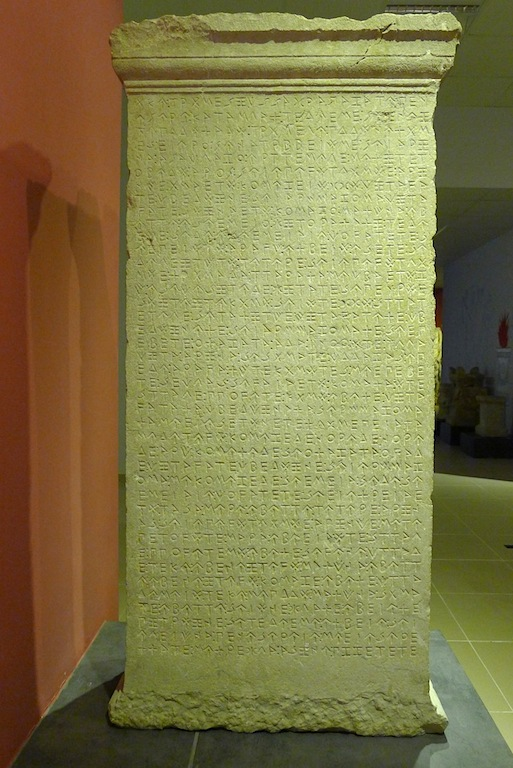
Lykische Sprachversion der Trilingue vom Letoon aus Xanthos, Museum von Fethiye

Die Altpersische Religion  behandelt die persische Religion während der Zeit der Achämeniden. Sie wird von der indoiranischen und altiranischen Religion unterschieden und ist tief in mesopotamische, elamische und indoiranische Traditionen eingebettet. Ihr Ausdruck ist über die monumentalen Reliefskulpturen und der Inschriften der Könige, der Siegel und Texte aus den Verwaltungsarchiven von Persepolis und archäologischen Zeugnissen aus allen Teilen des Reichs festgehalten. Sie liefern ein fragmentarisches Bild religiöser Vielfalt und Vielschichtigkeit.

## Einleitung
Die indoiranische Religion ist eine hypothetische Rekonstruktion, die vor allem auf dem Avesta und Rigveda basiert. Die altiranische Religion ist ebenfalls eine Rekonstruktion, die auf dem Avesta und zu einem kleineren Teil auf den achämenidischen Königsinschriften und den klassischen antiken Schriftstellern beruht. Sie ist als Zoroastrismus bekannt geworden. Die altpersische Religion wird abgegrenzt, da ihre Einordnung in die indoiranische Religion zu kontroversen Diskussionen geführt hat.
Das Avesta liefert keine direkten Daten zur Religion der Achämeniden, aber es lassen sich indirekte Bezüge herstellen. So konnten zwei Gottheiten aus dem Festungsarchiv von Persepolis wie auch verschiedene Personennamen (zum Beispiel Dareios und Hystaspes) im Avesta nachgewiesen werden. Das häufigste überlieferte Opfer im Festungsarchiv von Persepolis, das lan, wird als offenes Opfer an mehrere Gottheiten mit verschiedenen priesterlichen Amtsträgern interpretiert und es konnte keine direkte Verbindung zu den Liturgien des Avesta hergestellt werden. Ebenso wird die Interpretation der Inschrift XPh von Xerxes I., die den avestischen Begriff der Daeva enthält, vorsichtiger angegangen. Die Inschrift könnte die Praxis der Yasna-Liturgie illustrieren, aber sie wird durch linguistische Mehrdeutigkeiten und ihre Rhetorik verschleiert. Ob der Gott der achämenidischen Könige mit Ahura Mazda des Avesta identisch ist, ist nicht geklärt. Es ist möglich, dass er aus einer unabhängigen indoiranischen Tradition stammt. Jean Kellens kommt zum Schluss, dass „in einer minimalen Interpretation alle in Betracht gezogenen Fakten belegen, dass die Achämeniden zu einer iranischen Variante der indoiranischen Tradition gehören. Sie ist zumindest beinahe identisch mit den avestischen Texten, ohne dass die Kenntnis dieser Texte selbst erwiesen ist“.
Die Indoiraner unterteilten den Kosmos in die drei Bereiche Erde, Himmel und die dazwischenliegende Atmosphäre. Es ist eine aufsteigende Ordnung, die aus menschlicher Perspektive gesehen eine Erhabenheit darstellt. Die Erde, die heilig ist, ist das Gebiet menschlicher Aktivität, des Innewohnens (Immanenz). Die Atmosphäre berührt die Erde, umgibt den Menschen und weitet sich zum Himmelsgewölbe aus. Sie ist das Reich der Veränderung und konstant aktiv, manchmal großartig und furchterregend. Der Himmel entzieht sich dem Menschen und ist jenseits möglicher Erfahrung (Transzendenz).
Die Götter bewohnen einen der drei Bereiche. Die Götter im Himmel sind die Gründer des Kosmos und verkörpern die höchsten ethischen Prinzipien. Sie sind männlich. Die Götter der Atmosphäre sind ebenfalls männlich und tendieren zu kriegerischen Handlungen. Sie sind der Wind oder verweilen auf Bergen. Ihre Hauptbeschäftigungen sind Stürme und Kriege. Die Götter der Erde sind gewöhnlich weiblich und werden mit Fruchtbarkeit, Prosperität und den alltäglichen Sorgen verbunden. Es gibt Götter, die alle drei Sphären bewohnen. Der Feuergott trägt die Opfer zu den Göttern und führt diese zu den Opfern. Der kosmische Berg ragt von der Erde bis in den Himmel und ist ein wichtiger Kommunikationskanal zwischen Himmel und Erde.
Zusätzlich zu den drei Bereichen gibt es die Dualität von geordnetem (Kosmos) und ungeordnetem (Chaos) Sein. Das geordnete Sein entsteht aus dem Chaos und ist wie eine Festung umgeben von Chaos, das normalerweise mit dem Wasser symbolisiert wird. Das Chaos trägt den Keim für Gutes wie auch für Teuflisches und wird vertikal unterschieden. Das Wasser um den Himmel ist die Quelle der Wahrheit, während das Wasser in den darunterliegenden Bereichen in Dunkelheit gehüllt ist und die Quelle des antikosmischen Prinzips der Lüge und Falschheit verkörpert. Der Mystiker kann die Endlichkeit des menschlichen Seins durchbrechen. Für alle anderen ist das Sein ein Chaos, das in alle Ausdrucksformen von Gut und Böse münden kann.
Die Kluft zwischen Himmel und Erde kann mit Bergen überbrückt werden. Sie sind in den Quellen teilweise mythisch und teilweise identisch mit realen Bergen. Die Berge, im Besonderen der mythische Berg, spielen eine entscheidende Rolle im System der kosmischen Hydrologie. Für Indoiraner sind die Flüsse am Wichtigsten, denn der kosmische Ozean im Himmel fließt als Fluss vom mythischen Berg herunter und verteilt sich auf die Flüsse der Erde.

## Götterwelt

### Im Kernland
Die Einschätzung der Religion des persischen Volkes und seiner Könige hat in den letzten Jahrzehnten eine grundsätzliche Wende erfahren. Ursprünglich als zoroastristischer Monotheismus interpretiert, der als Bruch mit der über 1000-jährigen Tradition von Elam, der assyrischen und babylonischen Kultur angesehen wurde, zeigt sich heute eine Vielfalt mit elamischen, mesopotamischen und indoiranischen Traditionen, die sich in der Götterliste aus dem Kernland widerspiegelt.
Einzelne Fragen sind immer noch umstritten, so zum Beispiel die Definition des Begriffs Mišebaka, der in den Verwaltungsarchiven von Persepolis im Umfeld von Ausgaben für religiöse Zwecke auftaucht. Manche interpretieren den Begriff als Kult für Mithras und für andere sind die Mišebaka eine festumrissene Göttergruppe oder sogar der Begriff für alle Götter.
| Nr | Gottheit        | Beschreibung | Überlieferung                                                           |
| -- | --------------- | --- | ----------------------------------------------------------------------- |
| 1  | Adad            | Adad ist die einzige Gottheit, die im Festungsarchiv von Persepolis regelmäßig Ziegen und Schafe als Opfergaben erhält. Mit diesen erscheint sein Kult öfters in Ritualen wie kušukum, hapidannuš und tikrakkaš. Die Wichtigkeit des Kults für Adad wird unterstrichen durch persönliche Interventionen von Parnakka, dem obersten Hofbeamten von Persepolis und Onkel von Dareios I., um die Lieferung von Schafen sicherzustellen. | Festungsarchiv von Persepolis.                                          |
| 2  | Ahuramazda      | Ahuramazda (elamisch Uramasda) ist omnipräsent in den Königsinschriften und bis zur Herrschaft von Artaxerxes II. der einzige Gott, der namentlich darin aufgeführt ist. Im Festungsarchiv von Persepolis sind die wirtschaftlichen Zuwendungen vom königlichen Hof zwar bescheiden, aber es gibt ihm zu Ehren das šip-Fest und in der Liste der Götter, die in bakadaušiyam-Zeremonien geehrt werden, ist er ebenfalls aufgeführt. Sie sind ein Hinweis auf seine Rolle als Gott des Königs. Ob die Figur in einem geflügelten Ring auf den monumentalen Reliefskulpturen der achämenidischen Könige und auf verschiedenen Siegeln von den Verwaltungsarchiven von Persepolis Ahuramazda darstellt, ist umstritten. | Achämenidische Königsinschriften und Verwaltungsarchive von Persepolis. |
| 3  | Anahita         | Anahita ist unter der Herrschaft von Artaxerxes II. in drei achämenidischen Königsinschriften (A2Ha, A2Sa und A2Sd) zusammen mit Mithra nachgewiesen. Von Berossos ist überliefert, dass Artaxerxes II. die Verehrung von Statuen, die Gottheiten in menschlicher Form darstellen, eingeführt habe. Er habe eine Statue von Anahita in Babylon erstellen lassen und verlangte deren Verehrung von den Völkern von Susa, Ekbatana, Parsa, Baktrien, Damaskus und Sardes. Von Claudius Aelianus ist überliefert, dass es in Elam einen Schrein für Anahita gegeben habe, in dem Löwen gelebt hätten, die Besuchenden freundlich begegnet wären.                                                                        | Achämenidische Königsinschriften, Berossos und Claudius Aelianus        |
| 4  | Humban          | Die elamische Gottheit erhielt mit Abstand am meisten wirtschaftliche Zuwendungen vom königlichen Hof in Persepolis. Humban wird regelmäßig in den Zeremonien bakadaušiyam aufgeführt, die ein Hinweis auf seine wichtige ideologische Position sind. In einigen Fällen sind eigene Priester für ihn ausgewiesen. Es wird vermutet, dass deren Position vererbbar war. Ein starker Kult ist für den westlichen Teil der Region von Fahlīān nachgewiesen, der aber nicht darauf beschränkt ist. | Festungsarchiv von Persepolis.                                          |
| 5  | Inšušinak       | Eine wahrscheinliche Weiterführung des Kults aus der späten neuelamischen in die achämenidische Zeit in Susa. | [ 16 ]                                                                  |
| 6  | Išpandaramattiš | Išpandaramattiš ist ein Kognomen von Amescha Spenta, eine der „Heilvollen Unsterblichen“ aus dem Avesta. Sie ist mit Erde, Fruchtbarkeit und Aufschwung verbunden. Der Kult für Išpandaramattiš erscheint im Festungsarchiv von Persepolis mindestens neun Mal als Empfänger von Weizen. | Festungsarchiv von Persepolis.                                          |
| 7  | Mariraš         | Es wird angenommen, dass die in elamischer Sprache bezeichnete Mariraš ein Name für *(H)uvarira, die Göttin des Sonnenaufgangs ist. Mariraš ist in den Überlieferungen immer mit dem Determinativ An begleitet, was aber nicht notwendigerweise zu einer personifizierten Gottheit führen muss. Mariraš könnte auch ein Ritual bezeichnen, das bei Sonnenaufgang ausgeführt wird. Opfer im Morgengrauen sind sowohl für Elam als auch für die indoiranische Sprachwelt überliefert. Die antiken Schriftsteller weisen wiederholt auf die Wichtigkeit der Morgendämmerung für gewisse Rituale bei den Achämeniden hin.                                                                                                | Festungsarchiv von Persepolis.                                          |
| 8  | Mišdušiš        | Die Gottheit erscheint im Kontext der bakadaušiyam-Zeremonien und ist außerhalb des Festungsarchivs von Persepolis nicht überliefert. Es handelt sich wahrscheinlich um eine weibliche, Fruchtbarkeit schenkende Gottheit mit einer starken Verbindung zum Wasser und Regen. | Festungsarchiv von Persepolis.                                          |
| 9  | Mithra          | Mithra ist zusammen mit Anahita unter der Herrschaft von Artaxerxes II. in drei achämenidischen Königsinschriften (A2Ha, A2Sa und A2Sd) nachgewiesen, in denen er die Gottheit um Schutz bittet. Von Strabon und Athenaios sind persische Festivals für Mithra überliefert. | Achämenidische Königsinschriften, Strabon und Athenaios                 |
| 10 | Nanaja          | Ein lokaler Kult ist für Susa aus achämenidischer Zeit nachgewiesen. | [ 16 ]                                                                  |
| 11 | Napiriša        | Für die Gottheit sind 20 verschiedene Amtsträger im Festungsarchiv von Persepolis überliefert, die die Titel šatin, makuš, makuš pirramadda und makuš haturmakša tragen. Die Amtsträger gehören mit Ausnahme von zwei elamischen zum persischen Volk und führen auch Opfer für andere Götter aus. | Festungsarchiv von Persepolis.                                          |
| 12 | Nappina         | Mit der kurzen Bezeichnung für die Götter (nappi-na) ist der Begriff ein Hinweis auf den polytheistischen Charakter der achämenidischen Religion im Kernland. Mit einem Drittel aller Ausgaben für religiöse Kulte erhalten die Götter, deren Namen für die wirtschaftliche Erfassung nicht wichtig waren, den größten Anteil der Opferrationen von Persepolis. Hinter der Anonymität könnten sich Kulte für Ruḫurater in Hunar und Sijašum in Gisat verbergen. | Festungsarchiv von Persepolis.                                          |
| 13 | Narišanka       | Die Gottheit wird von Wissenschaftlern mit dem altindischen und dem jungavestischen göttlichen Boten verbunden. Die Überlieferung aus dem Avesta ist möglicherweise jünger als diejenige des Festungsarchivs von Persepolis. | Festungsarchiv von Persepolis.                                          |
| 14 | Pirdakamiya     | Der iranische Name von Pirdakamiya ist wahrscheinlich *Brakam(i)ya-, derjenige, der Wünsche erfüllt. Diese Interpretation stimmt mit den Kontexten überein, in denen die Gottheit erscheint. Im Rahmen von bakadaušiyam-Zeremonien, an denen gewöhnliche Arbeiter teilnahmen, werden ihr Wein-Rationen zugewiesen. Wie im Kult von Mišdušiš hat derjenige von Pirdakamiya eine starke ideologische Komponente, da er Bonusrationen in religiöser Form beinhaltete. Gleichzeitig diente er der wirtschaftlichen Logik von Persepolis. Außerhalb der iranischen Tradition ist die Gottheit nicht präsent. | Festungsarchiv von Persepolis.                                          |
| 15 | Šazi            | Eine wahrscheinliche Weiterführung des Kults aus der späten neuelamischen in die achämenidische Zeit in Susa. | [ 16 ]                                                                  |
| 16 | Šetrabattiš     | Die Gottheit wird namentlich in Opferlisten ohne zusätzliche Angaben zu Ritualen aufgeführt. Sie könnte der vedischen Gottheit ksétrasya páti, der Herrin über das Feld/Land, entsprechen. Nach dieser Überlieferung würde Šetrabattiš während des Pflügens für eine reiche Ernte angefleht. Während das Veda auf ein altes Erbe hinweist, ist der Ausdruck im jüngeren Avesta als Epitheton von Ahuramazda überliefert und stellt eine sekundäre Entwicklung dar. | Festungsarchiv von Persepolis.                                          |
| 17 | Simut           | Eine wahrscheinliche Weiterführung des Kults aus der späten neuelamischen in die achämenidische Zeit in Susa. | Festungsarchiv von Persepolis.                                          |
| 18 | Die Sonne       | Von verschiedenen antiken Schriftstellern wird von Kulthandlungen für die Sonne durch die achämenidischen Könige Xerxes I., Artaxerxes II. und Dareios III. berichtet. Kyros II. hätte seinen Namen von der Sonne erhalten. | Herodot, Plutarch und Quintus Curtius Rufus,                            |
| 19 | Zarnama         | Die Gottheit wird im Zusammenhang von Rationen für einen Priester (maguš) aus der Stadt Zarnamiya aufgeführt, der verschiedene Kulte für Götter ausführte, darunter auch für Zarnama. Die Stadt Zarnamiya hatte offenbar einen Tempel. Eventuell könnte der Name, der der Goldene bedeutet, auch ein Epitheton für Anahita gewesen sein. | Festungsarchiv von Persepolis.                                          |
| 20 | Zit             | Die Gottheit wird bereits im Vertrag von Naram-Sin aufgeführt und kehrt im Festungsarchiv von Persepolis als Ziz-kurra, der Glücksbringer, wieder. Er wird mit einem šip-Fest in Pumu geehrt. | Festungsarchiv von Persepolis.                                          |

### Außerhalb des Kernlands
Seit Beginn der Erforschung des Achämenidenreichs wird die Haltung der Könige in Bezug auf die Religion der beherrschten Völker als „tolerant“, und mit „einer großen Ehrfurcht vor Kulten und Heiligtümern“ charakterisiert. Der Respekt den Göttern gegenüber äußert sich zum Beispiel in der Berichterstattung von Herodot über das Trankopfer und die Geschenke von Xerxes I. an den Ufern des Hellespont, die wahrscheinlich an lokale Meeresgötter gerichtet waren. Diese und andere Episoden von Opfern an lokale Götter zeigen die Sorge der Perser, den Hauptgott des Gebiets, in das sie eindrangen, zu besänftigen. Sie zeigen eine Art von Besorgnis um das Sicherstellen von Maßnahmen in Bezug auf lokale göttliche Einflusszonen. Die Begegnungen werden zweifellos einen Einfluss darauf gehabt haben, wie sich die Perser ihre eigenen Götter vorstellten. Es gibt aber keine eindeutigen Hinweise, dass diese lokalen Gottheiten Einzug in den persischen Pantheon hielten.
Aus Ägypten und Kleinasien stammen Überlieferungen von individuellen Widmungen. Eine Inschrift stammt vom Wadi Hammamat. Eine amtliche Person mit dem persischen Namen Ariyawraty, der wahrscheinlich als Leiter einer Steinbruch-Expedition waltete, hat sie Min gewidmet. Das Interessante der Widmung sind die Namen seiner Eltern, die einen persischen und einen ägyptischen Namen tragen. Offenbar ist der Träger das Kind aus einer Ehe zwischen einem Perser und einer Ägypterin, eine Ehe, die einen tiefgreifenden Einfluss auf die religiöse Zugehörigkeit ihrer Nachkommen gehabt haben dürfte. Eine Grabstele aus Sakkara mit einer Inschrift in Hieroglyphen und in demotischer Sprache ist Djedherbes, der einen ägyptischen Namen trägt, gewidmet. Er hatte ebenfalls einen persischen Vater und eine ägyptische Mutter. Sein Relief stellt eine Figur dar, die die Haltung des persischen Königs in einer Audienzszene imitiert. Eine kleine Stele aus Assuan, die einen aramäischen Text enthält, ist eine Erinnerung an die Einweihung eines Kultobjekts durch den persischen Kommandanten der örtlichen Garnison. Zuerst wurde vermutet, dass der Standort eine Stätte für die dortigen Perser war, ihren religiösen Kult auszuüben. Eine erneute Untersuchung ergab aber, dass die Widmung für Osiris in der einen oder anderen Form war. Sowohl die Hintergründe der Widmung als auch die Identität der Gottheit sind aber immer noch ungewiss.

## Bildnerische Darstellungen
Der westliche Eindruck der bildnerischen Darstellung des Göttlichen und Übernatürlichen aus der Zeit der Achämeniden wurde lange Zeit durch das Geflügelte Symbol auf den Monumentalen Reliefskulpturen von Behistun und Naqsch-e Rostam dominiert. Mit der Erschließung der über 3000 Siegel der Verwaltungsarchive von Persepolis zeigte sich, dass die Bilderwelt mit göttlichen und übernatürlichen Elementen um einiges vielfältiger und tief in der assyrischen und babylonischen Kultur verwurzelt ist. Die Bildelemente sind mit den elamischen Texten aus den Archiven synchron, die eine Vielfalt von Gottheiten auflisten, die in der frühen Zeit der Achämeniden im Kernland verehrt wurden.

### Definitionen
Die Siegel der Verwaltungsarchive von Persepolis werden in verschiedene Stile aufgeteilt, von denen jeder mit charakteristischen Merkmalen definiert ist. Der modellierte Stil ist eine direkte Weiterführung der früheren Schnitzkunst aus Assyrien und Babylonien, der wahrscheinlich in Werkstätten in der Region von Persepolis entwickelt und zu der einzigartigen Ausdrucksweise der achämenidischen Siegel dieses Stils umgesetzt wurde. Er zeichnet sich durch einen grundlegenden plastischen Ansatz für die Wiedergabe von menschlichen und tierischen Formen aus. Das Muskelvolumen schwillt an, vor allem in den Armen, Schultern, der Brust, den Oberschenkeln und Waden der Menschen und im Körper von Tieren. Eine weitere Gruppe von Siegeln mit vorher unbekannten Elementen wird dem Festungsstil zugeordnet. Es sind flache und oberflächliche Siegel, die vor allem Bereiche der Anatomie von Tieren, gewöhnlich deren Hinterteile, darstellen. Im Hofstil sind die Siegel zusammengefasst, die als die offizielle Kunstform des königlichen Hofs gilt und auch mit achämenidischer Glyptik des Kernlands bezeichnet wird. Der Stil enthält die typische persische Kleidung mit den weiten Ärmeln und der senkrechten Falte, von der weitere diagonal wegstreben. Weitere Elemente des Hofstils sind die Dattelpalme und die Figur, die aus geflügelten Symbolen erscheint.
Nach Mark B. Garrison werden Bildelemente als göttlich definiert, wenn sie eine wichtige Gottheit aus der assyrischen, babylonischen, elamischen oder indoiranischen Tradition repräsentieren. Ein übernatürliches Element weist auf die Anwesenheit von etwas Übermenschlichen hin, wie zum Beispiel geflügelte menschliche Wesen, zusammengesetzte Tiere und Menschen, bei denen die Identität ungewiss ist.

### Geflügeltes Symbol
Das Geflügelte Symbol taucht auf den Siegeln der Verwaltungsarchive von Persepolis regelmäßig mit anderen göttlichen Elementen wie dem heiligen Baum, dem Stern und der Mondsichel, dem Fischmann und dem Ziegenfisch auf. In einigen Fällen tritt es mit dem Spaten von Marduk und dem Stilus von Nabu im Kontext der sogenannten babylonischen Verehrungsszene in Erscheinung. Die Verbindung vom Geflügelten Symbol mit himmlischem Bildmaterial ist ein Erbe der assyrischen Glyptik. In einigen Fällen tragen die Personen, die zusammen mit dem Geflügelten Symbol auf Siegeln erscheinen, eine assyrische Kleidung mit dem vorderen unbekleideten Bein. Das Geflügelte Symbol scheint je nach visuellem Kontext eine Reihe von Bedeutungen gehabt zu haben. Die Figur im geflügelten Symbol ist mit ziemlicher Sicherheit eine übernatürliche Entität und (teilweise) anthropomorph.

### Gottheiten
In der Glyptik der Verwaltungsarchive von Persepolis erscheinen auf etwa 30 Siegeln anthropomorphe Gottheiten, die aus dem Erbe von Assyrien, Babylonien und Elam stammen. Aus der assyrischen Zeit wird die Figur in einem geflügelten Ring traditionell mit Aššur oder Šamaš in Verbindung gebracht. Der Fischmann und der Ziegenfisch sind das Erbe assyrisch-babylonischer und elamischer Kunst und werden mit der Wassergottheit Ea verknüpft. Göttliche Präsenz wird in den Siegeln meistens mit abstrakten Symbolen angezeigt. Es sind dies der Stern, der von Kommentatoren mit Ištar verbunden wird, und die Mondsichel, die Sin zugeordnet wird. Weitere Symbole sind der Spaten des Marduk und der Stylus von Nabu.
Es gibt verschiedene Szenen auf Siegeln, die auf Gottheiten verweisen. Auf dem Siegel PFS 0068, das im assyrischen Stil (modellierter Stil) angefertigt ist, ist das göttliche Wesen in einem Nimbus dargestellt. Es trägt ein enganliegendes Kleid, einen Polos und einen langen Bart. Geflügelte humanoide Figuren in assyrischer Kleidung stehen links und rechts von ihm. Die Ikonographie ist ein Erbe assyrischer monumentaler und glyptischer Kunst mit subtilen Änderungen des assyrischen Prototypen, der im Fokus der Anbetung den heiligen Baum anstatt einer Gottheit enthält. Das Siegel PFS 0038 gehört der Frau von Dareios I., Irtašduna. Es enthält die Szene einer heroischer Begegnung (englisch heroic encounter) mit dem Held in assyrischer Kleidung. Die Szene ist bestückt mit göttlichen Symbolen, wie der Mondsichel, einer Raute, den Plejaden und wahrscheinlich dem Horuskind in einem Papyrusdickicht. Am Rand ist eine partielle Figur in mehrere konzentrische Kreise eingebettet, von denen Strahlen abgehen, die in Sternen münden. Das Gebilde schwebt oberhalb einer aufwendigen Blumenzierde. Obwohl die individuellen Elemente assyrischen Ursprungs sind, ist die Gesamtkomposition von keinem assyrischen Siegel bekannt. Durch die hohe Position von Irtašduna am königlichen Hof ist das Siegel ein eindrückliches Zeugnis der religiösen Vielfalt in der Region von Persepolis.

### Übernatürliches
In Westasien existiert eine lange Tradition, das Übernatürliche und Göttliche mittels Tieren oder zusammengesetzten Kreaturen darzustellen. Geflügelte Tiere oder Kreaturen sind besonders beliebt, um auf das Übernatürliche zu verweisen. Dies kommt im Umfeld der Siegel von Persepolis zum Vorschein, wenn ein Anbeter vor geflügelten Löwenkreaturen steht. In einer anderen Darstellung wird eine Kreatur mit zwei Köpfen, einer davon menschlich, verehrt. Die Stellung der Betenden verweisen auf eine babylonische Tradition, aber die Szenen insgesamt sind achämenidische Kompositionen.

### Altäre und andere religiöse Strukturen
Verschiedene Siegel von den Verwaltungsarchiven von Persepolis zeigen Altäre und religiöse Strukturen. Sie werden in sechs verschiedene Gruppen unterteilt. Eine treppenförmige Struktur mit einem darin brennenden Feuer wird traditionellerweise als Altar interpretiert. Eine Begleitperson hält ein Gefäß über das Feuer. In der zweiten Gruppe wird die Schlachtung eines Tieres gezeigt. In der dritten Gruppe flankieren zwei Begleitpersonen eine turmförmige Struktur, die ein ausgeprägtes Zinnprofil aufweist. Die vierte Gruppe zeigt zwei Begleitpersonen, die sich auf eine turmförmige Struktur zubewegen, die sowohl ein ausgeprägtes Zinnprofil als auch ein V-förmiges Profil aufweisen kann. In mehreren Szenen tragen Begleitpersonen Gefäße oder führen Tiere an Seilen. In einem Fall ist die Begleitperson im Begriff, ein Tier zu schlachten. Die fünfte Gruppe zeigt eine sitzende Figur und eine turmförmige Struktur, vor dem ein Tier steht. Manchmal haben diese Szenen die Qualität eines offenen Festessens, die über eine sitzende Begleitperson mit einem Gefäß in der Hand charakterisiert wird. Die sechste und wichtigste Gruppe zeigt eine Prozession mit Begleitpersonen, die sich auf eine paarweise abgestufte und eine treppenförmige Struktur hinbewegt, auf der ein Feuer brennt. Die Begleitpersonen tragen Gefäße oder führen Tiere mit sich. In einer anderen Szene schneidet eine Begleitperson einem Tier die Kehle durch.
Die treppenförmige Struktur ist eine feuertragende Konstruktion, die sowohl für Tier- als auch Trankopfer benutzt wurde. Traditionellerweise könnte sie als Altar bezeichnet werden, der üblicherweise erhöht ist. Früher wurde der Altar als zoroastrischer Feueraltar interpretiert. Mit den Nachweisen von Tieropfern ist diese Interpretation veraltet. Zudem verweisen die Szenen im Zusammenhang mit den treppenförmigen Strukturen nicht auf einen spezifischen religiösen Kontext, denn mit der Ausnahme von zwei Fällen in den Verwaltungsarchiven von Persepolis fehlen Verweise auf göttliche Präsenzen. Das Feuer hat nicht nur eine ikonische Bedeutung, sondern hat die Funktion eines Kanals für die Durchführung von Opfern an Gottheiten. Es wird deshalb angenommen, dass es sich bei den Szenen mit den treppenförmigen Strukturen um verschiedene Typen von rituellen Aktivitäten für mehrere Gottheiten handelt. Die turmförmige Struktur trägt kein Feuer und hat deshalb eine andere Funktion als die treppenförmige Struktur. Sie dient als Kulisse für die treppenförmige Struktur oder steht zwischen zwei Begleitpersonen, die ihr zugewandt die Hände zur Verehrung erhoben haben. In der Frühzeit der Achämeniden hatte die turmförmige Struktur eine mehrdeutige Bedeutung. Später war sie ein architektonisches Element, das einen heiligen oder rituellen Raum anzeigen könnte.

## Religiöse Praxis
Die Kulte der achämenidischen Religion liegen weitgehend im Dunklen. Die achämenidischen Königsinschriften verraten praktisch nichts darüber. Die antiken Schriftsteller geben nur Fragmente wieder und sind mit griechisch-römischen Elementen durchzogen oder enthalten Daten aus parthischer Zeit. Das Festungsarchiv von Persepolis schafft teilweise Abhilfe, indem es die Hauptakteure bezeichnet und die Terminologie der Opfer wiedergibt. Aber es liefert keine Inhalte außerhalb der Häufigkeit und dem Umfang. Die Siegel liefern über die Bildsprache weitere Informationen. Ihre Interpretation ist aber problematisch.

### Opfer und Opfergaben
Über das Festungsarchiv von Persepolis sind die Opferriten lan und akriš überliefert. Lan ist das mit Abstand häufigste Opfer und hat den größten Anteil am kultischen Budget der Verwaltung. Fünf verschiedene priesterliche Bezeichnungen von Amtsträgern sind als Empfänger aufgeführt und etwa 60 Personen verschiedenen Namens führen die Opfer durch. Ungefähr ein Drittel der Rationen sind ohne Angaben, für welchen Gott das Opfer gedacht war. Die restlichen Einträge belegen, dass lan an verschiedene Götter gerichtet war wie zum Beispiel für Napiriša. Aus den Unterlagen der Administration wird ersichtlich, dass lan eine eigene Opfergattung war und wahrscheinlich für eine Reihe von Gottheiten durchgeführt wurde. Als Opfergaben wurden Kleinvieh, Getreide, Gerste, Mehl, Wein, Bier, Feigen und Datteln ausgehändigt. Die Lebensmittel müssen angesichts der Menge als Grundeinkommen für das kultische Personal eingestuft werden.
Das zweite bekannte Ritual, akriš, taucht weniger häufig auf und man vermutet, dass es ein iranisches Lehnwort ist. Die zugewiesenen Beträge sind aber gewichtig, so dass ein regelmäßiges Opfer angenommen werden kann. Akriš hat an wichtigen Orten wie zum Beispiel in Pasargadae stattgefunden und ist gewöhnlich „an die Götter“ gerichtet.
Die Waren, die für religiöse Zwecke von der Administration von Persepolis ausgegeben werden, werden mit dem elamischen Begriff gal (Rationen, Opfergaben) angegeben. Die altpersische Entsprechung, die in den elamischen Texten auch vorkommt, lautet daušam (Opfer) und daušiyam (zu einem Opfer gehörend). Die Rationen umfassen Getreide, Mehl, Sesam, Wein, Bier, Früchte und Tiere für verschiedene Gottheiten oder alle Götter, Berge und Flüsse, für lan, kušukum und hapidannuš (siehe unten).
Es sind mehrere Typen von Feiern überliefert. Das heilige Fest (elamisch šup, šip) stammt aus der elamischen Tradition und fand alljährlich im Herbst statt. Es ist nicht klar, ob es sich um einen allgemeinen Begriff für Zeremonien handelt oder ob darunter ein bestimmtes Ritual zu verstehen ist. Šip fanden in Pasargadae und anderen Orten mit Hunderten von Angestellten und großen Mengen von Opfergaben statt. Die Leitung wurde von den höchsten Würdenträgern der Verwaltung wahrgenommen und diese agierten im Namen des Königs. In der Inschrift XPh ist in der elamischen Sprachversion zu lesen, dass der König das šip für Ahuramazda angemessen zelebriert hätte. Eine weitere Feier war das Opfer für einen Gott (bakadaušiyam), das für verschiedene Götter wie Humban, Mišdušiš und die übrigen Götter abgehalten wurde. Die Opfergaben wurden nach vollendeter Zeremonie den Arbeitern zum Verzehr gegeben.

### Heilige Orte und Tempel
Ausgehend von den Überlieferungen der antiken Schriftsteller ging man lange Zeit davon aus, dass während der Achämenidenzeit religiöse Veranstaltungen unter freiem Himmel an Gewässern und auf den Gipfeln von Bergen stattfanden. Die Äußerung „Tempel für die Götter“ in der Inschrift von Behistun in elamischer und babylonischer Sprache wurde metaphorisch oder als Eigentümlichkeit der Schreiber gedeutet. Inzwischen weiß man, dass Tempelarchitekturen neben Heiligtümern unter freiem Himmel und „übernatürlichen Orten“ in der Tradition von Elam existierten und die Formen wahrscheinlich in der achämenidische Zeit weiterbestanden. Die spärliche Überlieferung von Tempeln wird heute auf ihre ökonomische Rolle zurückgeführt, die wirtschaftlich weitgehend unabhängig war. Die wachsenden archäologischen Hinweise aus Baktrien, Sogdien und Chorasmien aus achämenidischer Zeit weisen auf Tempel hin. Sie werden aber durch fehlende eindeutige archäologische Funde aus dem Kernland der Achämeniden verzerrt. Der deutlichste Hinweis auf einen Tempel im Kernland ist der heilige Bezirk in Pasargadae, der eine wichtige rituelle und dynastische Bedeutung hatte.
Im Festungsarchiv von Persepolis sind die Hinweise auf Tempel oder heilige Orte ebenfalls selten. Der dafür verwendete elamische Begriff ziyan bedeutet ein Ort des Sehens. Es ist in der elamischen Tradition der Standardbegriff für religiöse Architekturen und taucht in einem Text auf, der die Opfertafel für Kambyses II. und seine Ehefrau auflistet.

### Priesterliche Amtsträger
Vom Festungsarchiv von Persepolis sind verschiedenen Bezeichnungen für priesterliche Amtsträger überliefert. Priesterliche Amtsträger wie der makuš und šatin haben in Persepolis auch administrative Rollen wie es im Vorderasien, speziell in Babylonien im 1. Jahrtausend v. Chr., alltäglich war. Kleine regelmäßige Rationen für Opfer dienten dem Lebensunterhalt der Amtsträger.
| Bezeichnung | Sprache     | Hintergrund |
| ----------- | ----------- | --- |
| haturmakša  | altpersisch | Wörtlich übersetzt der, der das Feuer schürt. Der Begriff ist aus dem Avesta bekannt. Im Festungsarchiv erscheint der haturmakša auch als Inspektor, der die Jahresabrechnung der Lagerhäuser von Bezirken überwacht. |
| kmr         | aramäisch   | Einmaliges Vorkommen auf einer Inschrift des Siegels PFUTS 0019, der einen Priester bezeichnet. |
| lan-lirira  | elamisch    | Die Bezeichnung verfügt über eine lange religiöse elamische Tradition. Der Begriff tritt auch in der Form makuš lan-lirira auf. |
| makuš       | altpersisch | Der Ursprung des altpersischen Begriffs makuš ist unbekannt. Über die antiken Schriftsteller ist die Bezeichnung im Westen als Magier bekannt geworden und wird in den Quellen als Theologieleser, rituellen Spezialisten, Wahrsager, Sturmbeschwörer, königlichen Erzieher und Berater beschrieben. Zusammenfassend kann der makuš als Experte der mündlichen Tradition und der Überlieferungen bezeichnet werden. Das Attribut des Wahrsagers empfing der makuš wahrscheinlich über babylonische und neuelamische Einflüsse, die über die Literatur gut dokumentiert sind. Aus Babylonien sind privatrechtliche Dokumente überliefert, die den makuš in administrativen und unternehmerischen, aber nicht in priesterlichen Rollen, zeigen. |
| pirramadda  | altpersisch | Der Begriff kann rückwirkend von der mittelpersischen Sprache mit „leitender makuš“ übersetzt werden und bezeichnet einen höheren Rang als makuš. |
| šatin       | elamisch    | Eine seit dem frühen 2. Jahrtausend v. Chr. überlieferte elamische Bezeichnung für einen Kultexperten. |

### Verbindung von der Landwirtschaft zu Opfern
Verschiedene Schlüsselwörter im Festungsarchiv von Persepolis weisen sowohl auf Strukturen der Landwirtschaft als auch auf spezifische Kulte hin. Oftmals waren solche Strukturen Lagerhäuser. Sie zeigen eine allgemeine Verbindung zwischen Lagereinrichtungen für Ernten und gewissen Typen von Kultaktivitäten. Einige Schlüsselwörter deuten darauf hin, dass sie Teil von institutionellen Einrichtungen und Knotenpunkten der Administration waren. Die Regelmäßigkeit der Opferrationen und der ausgewiesene Viehbestand zeigen einerseits die starke Orientierung zur Landwirtschaft und andererseits die Wichtigkeit, die ihnen beigemessen wurde. Die Rationen im Zusammenhang mit diesen Schlüsselwörtern ernährten nicht nur das administrative Personal, sondern dienten auch der Sicherstellung und Erhöhung der landwirtschaftlichen Produktion.
| Name           | Beschreibung | Opfergaben                         |
| -------------- | --- | ---------------------------------- |
| balum          | Der Begriff verweist auf Speicherkomplexe, bei denen Getreide gegen Tiere getauscht wurden, die dann als Opfergaben an verschiedene Götter sowie für tikrakkaš und kušukum dienten. Es ist eine institutionelle Einrichtung der Administration. | Tiere                              |
| hapidannuš     | Das Schlüsselwort verweist konkret auf eine Wasserstelle, beziehungsweise auf ein Wasserreservoir und im übertragenen Sinn auf eine Lagerung. Es ist eine institutionelle Einrichtung der Administration. Hapidannuš könnte möglicherweise auf einen Regenkult hindeuten. |                                    |
| kušukum        | Der Ausdruck bezeichnet eine physische Struktur mit einer landwirtschaftlichen Funktion. Aber es dürfte sich auch um einen spezifischen Typ eines Opfers gehandelt haben. Kušukum konnten bei Lagerhäusern stattfinden. Häufige Opfergaben waren Tiere, die über ein Tauschgeschäft beschafft wurden. Mit kušukum wurden „die Götter“ sowie die Gottheiten Anturza und Našiz, die außerhalb des Festungsarchivs von Persepolis unbekannt sind, geehrt. Eine Verbindung von kušukum zu Regen, Ernte und Fruchtbarkeit wäre naheliegend. | Schafe, Ziegen und Rinder          |
| pilu           | Pilu ist ein Weinlager. Es ist eine institutionelle Einrichtung der Administration. Zweimal tritt es als kultische Stätte für ein Weinopfer für Humban und ein Tieropfer für Minam, eine ebenfalls außerhalb des Festungsarchiv von Persepolis unbekannte Gottheit, auf. | Wein, Tiere                        |
| tikrakkaš      | Die Bezeichnung bedeutet wörtlich eine spitze Struktur, der ein Bienenkorb-Speicher mit seiner auffälligen Kuppel gewesen sein könnte. Es handelt sich um einen bestimmten Ort oder einen Schauplatz eines bestimmten Rituals. Tikrakkaš tritt regelmäßig bei Riten für Adad sowie für kušukum und manchmal für hapidannuš auf. | Schafe, Ziegen, Rinder, Bier, Wein |
| zannazza/zanza | Der Begriff dürfte ein institutionalisiertes Zwischenlager gewesen sein. In einem Beispiel erhält ein makuš Getreide für das zannazza von Išpandaramattiš. | Getreide                           |

## Religion und Politik
Die Achämeniden lernten von den neuassyrischen Königen, wie die Religion als Instrument der Macht genutzt werden konnte. Die imperiale Kultur von Assyrien beeinflusste die Organisation und die Administration des persischen Reichs, das Hofleben und die verwendeten Kommunikationsformen der Monumentalen Reliefskulpturen und Inschriften. Die Achämeniden übernahmen die assyrischen Konzepte (Adoption), passten sie an (Adaption) und veränderten sie (Transformation). Das Ziel war die Nachricht einer imperialen und universellen Herrschaft über eine vereinte Welt unter einem göttlichen Patronat mit einem vom Gott inspirierten König. Die Nachricht wurde mit zwei Schlüsselkonzepten übermittelt: die Nähe des Königs zum Staatsgott und der religiöse Beiklang bei der Gründung des Reichs.

### Ahuramazda und der religiöse Auftrag
Die assyrischen Könige wurden von ihrem Gott ausgewählt und regierten als göttliche Stellvertreter und oberste Priester im Namen des Gottes, der der eigentliche König war. In seinem Auftrag weiteten sie ihr Land aus und unterwarfen die feindlichen Völker, die Missetaten begingen und gegen den Gott gesündigt hatten. Assyrische Feinde wurden als Menschen mit unmoralischen Einstellungen angesehen, die die kosmische Ordnung in Gefahr brachten und deshalb bekämpft werden mussten. Die Eroberungskriege waren ein Mittel, die göttliche Gerechtigkeit in den betroffenen Ländern wieder herzustellen.
Der Gott der Achämeniden war nicht der König, aber er war derjenige, der dem persischen König die Herrschaft übergeben hatte. Sein Attribut „der größte unter den Göttern “ entspricht „dem größten der Götter“ für den elamischen Gott Humban und dem Titel des „Übergroßen, Großen, Höchsten“ für verschiedene mesopotamische Götter. Er wird beschrieben als derjenige, der die Welt erschaffen und den Menschen Freude gebracht hat. Der Verweis auf das Glück der Menschen, zum Beispiel in der Inschrift DSf aus Susa, hat einen assyrischen Vorläufer und ist in einigen assyrischen Gebeten, einem Krönungslied und in astrologischen Berichten nachgewiesen. Die innige Beziehung zwischen dem von Gottes Hand geschaffenen Universum und der Tatsache, dass der Schutz desselben als heilige Aufgabe in die Hände des Königs gelegt wurde, bedeutet, dass das menschliche Glück von der Aufrechterhaltung der kosmischen Ordnung abhängt, dessen Garant der persische König ist. Ahuramazda ist der Gott des Imperiums und des Königs. Dies kommt besonders deutlich in den Inschriften DB, DSk und XPh zum Vorschein. Denn diejenigen, die nicht loyal zum König stehen, haben Ahuramazda nicht verehrt. Sie bringen Chaos und Dunkelheit und verstoßen gegen die göttliche Ordnung. Es ist der König, der das Licht, die Wahrheit und das Glück der Menschen verteidigt.

### Umgang mit lokalen Kulten
Die wichtigsten zeitgenössischen Berichte, die Aufschluss über das Verhältnis der Könige zu den lokalen Kulten der eroberten persischen Gebiete geben, stammen aus Babylonien und Ägypten. Die Bemühung von Dareios I. um die Legitimation seiner Herrschaft nach den blutigen Kriegen zeigt sich in einer Version der Inschrift DB, die in akkadischer Sprache geschrieben entlang der Hauptprozessionstraße in Babylonien aufgestellt wurde. Darin proklamiert der persische König die göttliche Unterstützung durch Bel(-Marduk) anstatt wie im Original durch Ahuramazda. Es ist ein Signal an die eroberte Bevölkerung, dass es der Wille der obersten Gottheit von Babylon gewesen sei, dem persischen König zum Sieg zu verhelfen. In Ägypten wurde die Rückeroberung mit der Erstellung von mehreren Stelen gefeiert, die in vier Sprachen abgefasst waren und am neuen Suez-Kanal aufgestellt wurden. In der Inschrift DZc proklamiert Dareios I. seinen Sieg und die Verbindung der beiden Länder durch den Suez-Kanal. Die Ikonographie der Stelen zeigen den persischen König in persischer Kleidung. Gleichzeitig erklärt er sich aber in ägyptischer Sprache und mit den traditionellen Ornamenten zum ägyptischen Pharao.
Sowohl in Babylon als auch Ägypten existierten die lokalen Kulte unter der persischen Herrschaft weiter. Die persischen Könige übernahmen zumindest nominell die Pflichten, die die lokalen Kulte von ihnen verlangten. Es ist aber offensichtlich, dass sich die Beziehung zwischen Königen und den lokalen Kulten unter der persischen Herrschaft veränderten. Denn es war nicht möglich, dass der persische König in gleicher Weise präsent war wie die vorherigen lokalen Herrscher. Zu den königlichen Pflichten gehörte die Bewilligung für den Bau von Tempeln, die Teilnahme an Opfern, die Durchführung von Feiern und Ritualen. Es bedeutete aber nicht, dass der persische König oder sein Stellvertreter die lokalen Kulte finanziell unterstützte. Das lässt sich anhand von drei Beispielen zeigen. Im Buch Esra steht, dass der Bau oder die Restaurierung des Tempels in Jerusalem mit der Unterstützung von Kyros II. zustande kam, der dazu aufrief, für den Tempel zu spenden. Im späten 5. Jahrhundert v. Chr. bestätigt eine Überlieferung aus Elephantine die persische Rolle der Ausübung der Kontrolle und der Sicherstellung von religiösen Kulten, als den Juden erlaubt wurde, einen Tempel für ihren Gott mit ihren eigenen Mitteln wiederaufzubauen. Ein dreisprachiger Text von Xanthos aus dem 4. Jahrhundert v. Chr., die Trilingue vom Letoon, zeigt, dass es die Aufgabe des dortigen Satrapen war, den Bürgerentscheid für einen Kult von zwei lykischen Göttinnen sicherzustellen, aber nicht, ihn auch zu finanzieren.
Die Überlieferungen von Unterdrückungen von lokalen Kulten durch Kambyses II. und Xerxes I. in Babylon oder Ägypten werden heute als Ausdruck von lokalen Machtkämpfen und das Ergebnis von verwaltungstechnischen Reorganisationen verstanden. In allen Fällen ging es im Wesentlichen um administrative Vereinbarungen, die sehr wenig über die Einstellung der Perser zu bestimmten lokalen Göttern verraten.